# Georg de Laval
Patrik Georg Fabian de Laval (* 16. April 1883 in Stockholm; † 10. März 1970 ebenda) war ein schwedischer Sportler, der im Sportschießen und im Modernen Fünfkampf aktiv war.
Er startete bei den Olympischen Sommerspielen 1912 in Stockholm und gewann im Schießen mit der schwedischen Mannschaft die Silbermedaille über 50 m mit der Pistole. Im Einzel belegte er in dieser Disziplin den vierten Platz. Mit der Schnellfeuerpistole über 30 m wurde er Siebter. De Laval trat außerdem im Modernen Fünfkampf an, bei dem er hinter Gösta Lilliehöök und Gösta Åsbrink das rein schwedische Podium komplettierte und somit Bronze gewann.
De Laval war Oberstleutnant bei der schwedischen Armee. Seine Brüder Erik und Patrik waren ebenfalls olympische Sportschützen bzw. Pentathleten.